# چیبوک

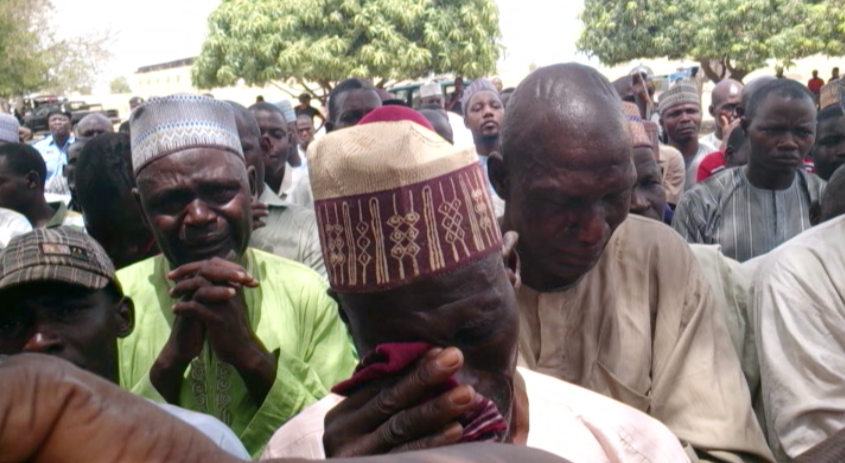
چیبوک

چیبوک (به لاتین: Chibok) یک منطقه دولت محلی ایالت بورنو، نیجریه است که در جنوب ایالت واقع شده‌است. ستاد آن در شهر چیبوک قرار دارد. بر اساس سرشماری سال ۲۰۰۶ مساحت آن ۱۳۵۰ کیلومتر مربع و جمعیت آن ۶۶٬۱۰۵ نفر است که از قبیله کیباکو هستند. بیشتر روستا به زبان کیباکو صحبت می‌کنند.
چیبوک یک ایالت سنتی یکی از شانزده مناطق دولت محلی است که امارت بورنو را تشکیل می‌دهد و در شمال غربی نیجریه قرار گرفته‌است.
در ژانویه ۲۰۱۵، گروه (دختران ما را برگردانید) نگرانی‌ها خود را در مورد برنامه‌های کمیسیون مستقل انتخابات ملی برای استثنا کردن چیبوک و برخی از جوامع فعلی تحت کنترل گروه جهادگرایی بوکوحرام از دریافت کارت‌های دائمی رای‌دهنگان برای انتخابات عمومی نیجریه در سال ۲۰۱۵ اعلام کردند.

## بوکوحرام
در آوریل ۲۰۱۴، نزدیک به ۳۰۰ دختر، که اکثر آنها مسیحی بودند، در آدم‌ربایی دانش‌آموزان دختر چیبوک توسط بوکو حرام از چیبوک ربوده شدند.
در ماه مه ۲۰۱۴، بوکوحرام بار دیگر به چیبوک حمله کرد. در نوامبر ۲۰۱۴، گزارش شد که بوکوحرام کنترل شهر را در دست گرفته و قوانین شریعت را اجرا کرده‌است. چند روز بعد ارتش اعلام کرد که آنها شهر را پس گرفته‌اند.